# Pseudopaludicola falcipes
Pseudopaludicola falcipes är en groddjursart som först beskrevs av Reinhold Friedrich Hensel 1867.  Pseudopaludicola falcipes ingår i släktet Pseudopaludicola och familjen Leiuperidae. IUCN kategoriserar arten globalt som livskraftig. Inga underarter finns listade i Catalogue of Life.